# Bohdan Zadura
Bohdan Zadura (Puławy, 18 febbraio 1945) è uno scrittore, poeta, critico letterario, traduttore polacco.

## Biografia
Bohdan Zadura è uno dei più eminenti rappresentanti della letteratura polacca contemporanea. Nato il 18 febbraio 1945 a Puławy, appartiene alla generazione nata dopo la fine della seconda guerra mondiale e formatasi nella Polonia popolare. Ha studiato presso la Facoltà di Filosofia dell'Università di Varsavia fra il 1962 e il 1967 laureandosi con una tesi su Proust.
Dal 1972 al 1977 ha lavorato presso il museo regionale di Kazimierz Dolny sulla Vistola per divenire poi direttore letterario del Teatro Studio “Visione e Movimento” di Lublino.
Dal 1980 al 2004 è stato membro del comitato di redazione di “Akcent”, rivista trimestrale dedicata alla letteratura e alla critica d'arte.
Dal 1983 collabora con “Twórczość”, la prima e più prestigiosa rivista letteraria polacca, divenendone egli stesso redattore capo dall'ottobre del 2004.

## Opera letteraria
Durante gli studi universitari, nel 1962, esordisce come poeta nel mensile “Kamena” e inizia così la sua attività letteraria. Nel 1968, presso la casa editrice Czytelnik, esce il suo primo romanzo, a carattere autobiografico, Lata spokojnego słońca (Gli anni del sole tranquillo), che ha subito un grande successo di pubblico e di critica. Autobiografici sono anche alcuni suoi racconti, come per esempio Nasza klasa (La nostra classe) nel volume Striptease (2005). Nello stesso anno, e sempre per i tipi di Czytelnik, vede la luce la raccolta poetica W krajobrazie z amfor (In un paesaggio fatto di anfore).
Fra il 1968 e il 2002 Zadura ha pubblicato una quindicina di volumi di poesie, fra i quali ha avuto particolare risonanza il poema Cisza (Il silenzio), scritto nel 1982. Importante la sua attività di traduttore: a lui si devono versioni in polacco di poesie di autori ungheresi, ucraini, inglesi e russi. Collabora con le principali riviste letterarie polacche.

## Riconoscimenti
Zadura ha ricevuto diversi riconoscimenti e premi, fra i quali il Premio Stanisław Piętak (1994).
Il 15 novembre 2013 ha ricevuto a Budapest il premio Bethlen Gábor-Díj.